# 馬耶夫斯基峰
77°18′S 162°15′E / 77.300°S 162.250°E
馬耶夫斯基峰（英語：Mayewski Peak）是南極洲的山峰，座標77°18′S 162°15′E / 77.300°S 162.250°E，位於維多利亞地的斯科特海岸，屬於聖約翰斯山脈的一部分，由美國南極名稱諮詢委員命名，現時由南極條約體系管理。